# Globularia arabica
Globularia arabica är en grobladsväxtart som beskrevs av Hippolyte François Jaubert och Sp.. Globularia arabica ingår i släktet bergskrabbor, och familjen grobladsväxter. Utöver nominatformen finns också underarten G. a. vesceritensis.